# Креснице
Креснице (на словенски: Kresnice) е село в Словения, регион Средна Словения, община Лития. Според Националната статистическа служба на Република Словения през 2015 г. селото има 706 жители.